# Rattus fuscipes
Rattus fuscipes — один з видів гризунів роду пацюків (Rattus).

## Поширення
Цей вид є ендеміком Австралії, де він широко поширений в основному вздовж лісової і прибережної пустки південній та східній частинах країни. Він також присутній у ряді прибережних островів. Проживає в субальпійських лісах, прибережних заростях, прибережних чагарниках, евкаліптових лісах і вологих тропічних лісах. 

## Звички
Це наземний вид. Самиці народжують близько п'яти дитинчат і буває кілька приплодів у хороший сезон. 

## Загрози та охорона
Цей вид дуже чутливий до порушень середовища проживання і через розчищення земель він може опинитися під загрозою у частинах ареалу при неправильному режимі вогню і лісових пожеж, а також лісозаготівельної діяльності. Він присутній в багатьох природоохоронних територіях.